# Pagurus anachoretus
Espèce
Synonymes
- Clibanarius mediterraneus Kossmann, 1878[1]
- Eupagurus anachoretes Risso, 1827[1]
- Pagurus annulicornis Costa, 1829-1838[1]
- Pagurus pictus H. Milne Edwards, 1836[1]
- Pagurus rubrovittatus Lucas, 1846[1]

Pagurus anachoretus, communément appelé Pagure anachorète, est une espèce de crustacés de la famille des Paguridae.